# Tangerine Dream Live Montreal
Tangerine Dream Live Montreal april 9th 1977 is een livealbum van Tangerine Dream.
Zodra de band midden jaren 70 populair wordt in de Verenigde Staten en het Verenigd Koninkrijk (maar ook elders) brandt de vraag naar bootlegs los. Van bijna elk optreden verscheen wel een illegale versie op langspeelplaat of muziekcassette. Pas veel later in het compact disc-tijdperk probeerde de band de stroom aan bootlegs in te dammen en verschenen er legale albums met opnamen van oude concerten.
Een van de concerten die al vrij snel op de markt kwam, was dat van het concert in Place des Arts in Montreal op 9 april 1977. Dat concert werd geregistreerd door een Canadees radiostation, dus de geluidskwaliteit werd redelijk. De eerste cd-versie had als titel Patrolling space borders. Toen men de hoeveelheid bootlegs een beetje op orde had kreeg het de titel Tangerine Tree deel 18. Uiteindelijk bracht de band zelf de opnamen in de Bootmoon-serie. Er werden er 10.000 geperst. Helaas ging er iets mis bij het uitbrengen. De disc 2 van de originele set bevat opnamen gemaakt in Aken, terwijl disc 2 van Tangerine Dream Live Aachen de opnamen uit Montreal bevat. Dit is te horen aan het eind van disc 2 als in alle gesprekken Duits wordt gesproken.
Van de tournee waarvan dit concert deel uitmaakte verscheen in 1977 het livealbum Encore. De band improviseerde toen veel en dit concert lijkt dat ook nauwelijks op de opnamen die op Encore  verschenen. Wel zijn fragmenten van Stratosfear en Sorcerer te horen.     

## Musici
- Edgar Froese, Christopher Franke en Peter Baumann – synthesizers, elektronica

## Muziek
Alle tracks van Froese, Franke en Baumann:

| Nr. | Titel           | Duur  |
| --- | --------------- | ----- |
| 1.  | First movement  | 19:12 |
| 2.  | Second movement | 23:42 |
| 3.  | Third movement  | 24:18 |

| Nr. | Titel                                         | Duur  |
| --- | --------------------------------------------- | ----- |
| 1.  | Fourth movement                               | 23:40 |
| 2.  | Fived momevent (spelfout)                     | 11:33 |
| 3.  | Montreal77, Part five (herhaling van track 2) | 11:33 |
| 4.  | Sixth movement                                | 12:28 |

CD1: Tangerine Dream Live Aachen ·
CD2: Tangerine Dream Live Montreal ·
CD3: Tangerine Dream Live Paris ·
CD4: Tangerine Dream Live Sydney ·
CD5: Tangerine Dream Live Ottawa ·
CD6: Tangerine Dream Live Brighton ·
CD7: Tangerine Dream Live Cleveland ·
CD8: Tangerine Dream Live Detroit ·
CD9: Tangerine Dream Live Preston